# 조웅 (연출가)
조웅은 대한민국의 텔레비전 드라마 연출감독이다.

## 학력 및 경력
- KBS 드라마본부 PD

## 드라마
- 2016년 KBS2 드라마스페셜 《한 여름 밤의 꿈》(연출)
- 2017년 KBS2 주말연속극 《아버지가 이상해》(프로듀서)
- 2017년 KBS2 드라마스페셜 《까까머리의 연애》(연출)
- 2018년 KBS2 수목미니시리즈 《우리가 만난 기적》(공동연출)
- 2019년 KBS2 수목미니시리즈 《저스티스》(공동연출)
- 2022년 KBS2 수목미니시리즈 《너에게 가는 속도 493KM》(연출)